# Cabeceiras de Basto (gemeente)
Cabeceiras de Basto is een plaats en gemeente in het Portugese district Braga.
De gemeente heeft een totale oppervlakte van 242 km² en telde 17.846 inwoners in 2001.

## Plaatsen in de gemeente
- Abadim
- Alvite
- Arco de Baúlhe
- Basto
- Bucos
- Cabeceiras de Basto
- Cavez Cavês
- Faia
- Gondiães
- Outeiro
- Painzela
- Passos
- Pedraça
- Refojos de Basto (Cabeceiras de Basto)
- Rio Douro
- Vila Nune
- Vilar de Cunhas

Amares · Barcelos · Braga · Cabeceiras de Basto · Celorico de Basto · Esposende · Fafe · Guimarães · Póvoa de Lanhoso · Terras de Bouro · Vieira do Minho · Vila Nova de Famalicão · Vila Verde · Vizela